# Sant Pere (Ciutat Vella)
Sant Pere és un nucli del barri de Sant Pere, Santa Caterina i la Ribera del districte de Ciutat Vella de Barcelona. És un dels nuclis o barris tradicionals del centre històric de Barcelona i és un dels tres que dona nom al barri administratiu.
Sant Pere queda al nord del barri de Santa Caterina. L'àrea que formen Santa Caterina i Sant Pere abasta una superfície de 35,13 hectàrees, una població d'uns quinze mil habitants, i ambdós queden relativament separats del de la Ribera des de l'obertura del carrer de la Princesa.
A la vegada el barri de Sant Pere hom distingeix entre els sectors de Sant Pere més alt, Sant Pere més baix i Bòria. El barri rep el nom del convent benedictí femení de Sant Pere de les Puel·les, fundat inicialment, a la Vilanova de Sant Pere el 945, anomenat Vilanova com la resta de barris que es construïren als afores de la primitiva muralla i que després un cop ampliada quedarien dins del seu recinte.

## Història
El barri rep el nom de l'antic barri medieval de Sant Pere, urbanitzat a partir dels segles xi i xii. Ara bé, l'ocupació esporàdica en aquesta zona es remunta ja a l'època prehistòrica. El barri com a tal, neix al voltant del monestir de Sant Pere de les Puel·les, fundat l'any 945 pel Comte Sunyer, al costat del lloc on Lluís el Pietós manà construir una capella dedicada a Sant Sadurní l'any 801, damunt del turonet del Cogull. La comunitat de monges de Sant Pere gaudiria de drets sobre els terrenys circumdants i de nombrosos favors dels comtes, com ajudes per a la construcció i les diferents reformes del monestir i drets d'explotació del Rec Comtal, tant per la irrigació com per l'ús industrial.
Al segle xi ja es parla de Sant Pere com una de les vilanoves que van créixer a prop de la vella ciutat romana emmurallada. Aquesta vilanova tenia una base agroramadera com les vilanoves dels Arcs, Sant Cugat i Sant Pau, mentre que les vilanoves de la Bòria i Santa Maria de les Arenes tenien una economia relacionada amb el comerç i les activitats portuàries. Entre els segles x i xii Barcelona i totes les seves vilanoves circumdants veurien un creixement econòmic i demogràfic gràcies a la bonança agrícola i més tard al desenvolupament comercial i monetari. Al segle xiii començà la construcció d'unes noves muralles per a protegir tots els barris i donar major unitat a la ciutat; el barri de Sant Pere hi serà inclòs entre 1286 i 1295. Davant de la necessitat de sòl on construir, cada vegada és major la importància d'aquesta zona, ara que les muralles suposen el límit de la ciutat, ja que aquest barri comptava amb grans terrenys sense edificar dedicats al conreu i la ramaderia.
El barri de Sant Pere des del segle xiii absorbeix una gran quantitat de població, fins i tot en èpoques de descens demogràfic en la ciutat, en aquest barri creix o es manté la població. Entre els segles XIV i XVIII la població s'organitza en gremis i cada gremi se situa en zones molt concretes de la ciutat, carrers i illes en les que vivien la major part dels seus membres i on instal·laven els seus tallers, i fins i tot els seus comerços. Dins d'aquest sistema l'existència d'alguns elements estructurals, com el Rec, el port, el Mercadal, els camins, les clavegueres... determinen la situació de la major part dels gremis. El barri de Sant Pere comptava amb el Rec Comtal, construït al segle X per tal de dur a la ciutat aigua del Besòs, possiblement aprofitant restes dels antics aqüeductes romans. Així, en el barri s'hi instal·len els primers grups relacionats amb les indústries tèxtils, concretament amb la llana (teixidors, paraires, carders) així com pagesos. Aquesta especialització en els treballs tèxtils es modificarà més tard cap a la confecció i s'ampliarà amb nous oficis, com velers i velluters.
És però el desenvolupament de la indústria cotonera el que defineix l'etapa més puixant, entre els segles xvi i xvii. Els antics tallers llaners es van actualitzant i reconvertint en indústries cotoneres. La capacitat de producció augmenta progressivament, així com la xifra de treballadors. En aquests segles hi ha un notable creixement de població amb obrers dedicats al treball tèxtil. La manca d'espai per la nova indústria al barri de Sant Pere afavoreix el desenvolupament industrial i constructiu del Raval. Durant el segle xviii els canvis tècnics en la indústria tèxtil fan necessari més espai i uns importants canvis. Els tallers del barri de Sant Pere ocupaven solars molt petits, a manera de cases gremials, eren edificis que tenien el comerç o el taller principal en les plantes baixes i, en els pisos superiors, els habitatges dels treballadors. Amb la creació de l'Eixample moltes indústries abandonen els vells tallers i aquí només en resten algunes que aniran desapareixent o reconvertint-se en magatzems de venda a l'engròs, que queda la funció principal actualment.
Però els canvis més importants són a causa de les darreres grans reformes urbanístiques de la ciutat: primer, per la creació del carrer Princesa i l'enderroc de la muralla al mig del segle xix, i després, entre 1908 i 1958 la construcció de la Via Laietana. Aquestes últimes reformes provocaren la pèrdua d'edificis significatius, uns per llur enderroc, com el Palau del Marquès de Sentmenat i la Capella de Sant Cristòfol, i altres pel seu trasllat, Casa Padellàs i Gremi de Corders.